# Вулька-Голембська
Вулька-Голембська (пол. Wólka Gołębska) — село в Польщі, у гміні Пулави Пулавського повіту Люблінського воєводства.
Населення — 429 осіб (2011).

## Демографія
Демографічна структура станом на 31 березня 2011 року:
|          | Загалом | Допрацездатний вік | Працездатний вік | Постпрацездатний вік |
| -------- | ------- | ------------------ | ---------------- | -------------------- |
| Чоловіки | 203     | 38                 | 138              | 27                   |
| Жінки    | 226     | 39                 | 121              | 66                   |
| Разом    | 429     | 77                 | 259              | 93                   |